# Zástupce kupujícího
Zástupce kupujícího je odborník, který při koupi nemovitosti zastupuje výhradně zájmy kupujícího. V realitních obchodech se zabývá pouze koupí, nikdy však prodejem nemovitostí. Nedochází tak ke střetu zájmů jako v případech, kdy tyto služby nabízejí realitní kanceláře. Ty se snaží nejprve spárovat poptávku s nabídkou nemovitostí, které mají ve svém portfoliu. Stejně jako realitní makléři jsou zástupci kupujícího regulováni zákonem k realitním zprostředkování.

## Poskytované služby
Zástupce kupujícího prohledá nabídky nemovitostí napříč trhem, vybere ty, které nejlépe odpovídají požadavkům klienta, prověří jejich právní a technický stav, zastupuje klienta při jednáních, a zajistí pro něj realizaci celé transakce.
- Vyhledávání: Obvykle je zajišťováno zmapování představ klienta o nemovitosti, na jehož základě dochází k prozkoumání trhu nemovitostí, sestavení seznamu vhodných nemovitostí a zajištění prohlídek těchto nemovitostí.

- Právní prověření: Pro své klienty tito profesionálové zajistí právní prověření nemovitosti, to znamená provedení kontroly údajů o nemovitosti, prověření vlastnických práv a stanovení rizik spojených s koupí.

- Technické prověření (Inspekce nemovitostí): Zajišťují také služby spojené s technickým prověřením nemovitosti. Úkolem technické inspekce je zjistit skutečný technický stav nemovitosti a ušetřit kupujícímu peníze za případné odstranění závad.

- Vyjednávání: Hlavním úkolem zástupce kupujícího je vyjednat pro svého klienta ty nejvýhodnější podmínky koupě. Díky jeho znalosti realitního trhu má přehled o skutečných realizačních cenách nemovitostí, a dokáže tak vyjednat odpovídající prodejní cenu.Ve většině případů se jedná o podstatnou slevu z původně avizované kupní ceny nemovitosti.

- Administrace: K lepší komfortnosti klienta zástupce kupujícího vyřídí veškerou potřebnou administrativu spojenou s koupí nemovitosti, např. sestavení smluvní dokumentace pro vyřízení návrhu na zápis do katastru nemovitostí, zabezpečení advokátní úschovy peněz, kontrola kupní smlouvy vystavenou protistranou (vlastníkem nemovitosti či RK), apod.

## Historie
Výraz „zástupce kupujícího“ pochází z anglického buying agent. Tato služba je zcela běžná v zemích západní Evropy, USA nebo Austrálii.

## Odměna zástupce kupujícího
Výše provize pro zástupce kupujícího se v jednotlivých zemích liší. V České republice je výše provize stanovena buď procentuálně z vyjednané slevy kupní ceny nemovitosti (obvyklá provize je 50 %) nebo opět procentuálně z kupní ceny (obvykle 1 %) či pevnou částkou za jednotlivé úkony. Obvykle však částka, kterou kupující za využití služeb zaplatí, je o mnoho převýšena částkou, kterou ušetří (ať už díky ušetřenému času, vyjednané nižší ceně nebo výhodnějším podmínkám financování).
Zájmy klienta však musí být vždy nad finančními zájmy zástupce. Ten musí klientovi poskytnout veškeré podstatné (a pravdivé) informace, i kdyby to mělo znamenat, že se klient rozhodne od koupě odstoupit.

## Rozdíl oproti realitnímu makléři
Zásadním rozdílem mezi realitním makléřem a zástupcem kupujícího je v zastupující straně. Zatímco realitní makléř jedná ve prospěch prodávajícího, zástupce kupujícího jedná tak, aby zajistil ty nejvýhodnější podmínky pro kupujícího. Zajišťuje také, aby kupující získal co nejnižší cenu s ohledem na stav nemovitosti.

### Zástupce kupujícího
- zastupuje výhradně kupujícího
- snaží se vyjednat co nejnižší cenu
- nezabývá se prodejem nemovitostí – nedochází ke střetu zájmů, klientovi se dostává objektivních informací
- vyhledá nemovitosti napříč trhem a doporučí tu nejvhodnější, která splňuje požadavky klienta
- zhodnotí rizikovost koupě jak po právní tak technické stránce, poskytne kupujícímu veškeré potřebné informace a zároveň nestranný a nezaujatý pohled, na jehož základě se může kupující správně rozhodnout, případně od koupě odstoupit

### Realitní makléř
- zastupuje především prodávajícího
- jeho cílem je tedy prodat za co nejvyšší cenu
- zároveň kupuje a prodává nemovitosti, dochází tu ke střetu zájmů
- v případě, že ho kontaktuje kupující, vyhledá mu primárně nemovitost, kterou má ve svém portfoliu, a následně se ho snaží přesvědčit, že je pro něj nejvhodnější. Tuto nemovitost chce prodat za jakýchkoli podmínek (inkasuje provizi od prodávajícího).